# 為兼卿和歌抄
為兼卿和歌抄（ためかねきょうわかしょう）は、弘安8年（1285年）から弘安10年（1287年）の間に執筆されたと考えられる、京極為兼著の歌論書である。

## 概要
為兼卿和歌抄は革新的な歌風で知られる中世和歌の一流派、京極派の創始者であり指導者である京極為兼唯一の歌論書である。建長6年（1254年）生まれの京極為兼は執筆当時まだ30代になったばかりであり、和歌の実力は十分ではなく、歌人としてまだまだ未完成の時期であった。為兼卿和歌抄の中で京極為兼は多岐にわたる論議を展開していくが、論旨は「心ののままに言葉がにほひゆく」という言葉に代表される「心の絶対的な尊重」と、当時の伝統的な和歌の、「ことばにて心をよまむとする」姿勢を否定し「言葉の完全な自由化」を一貫して唱えたものである。
為兼はその後和歌の修練を積み重ね、真に実力ある歌人となっていくが、為兼卿和歌抄はまだ歌人としての実力が伴わない時期に執筆されたという点で特異な歌論書であり、またその論旨に添った形で京極派の和歌が発展していったことから、京極派の和歌の研究家である岩佐美代子は、「稀に見る幸福な歌論書、驚くばかりの的確な予言書」としている。

## 執筆の背景と時期

### 書名と想定される執筆時期
為兼卿和歌抄の本来の書名は不明であり、現在の書名は後世名づけられたものであると考えられている。執筆時期、事情等を記した奥書などは無いが、その内容から京極為兼の著作であることが確実視されている。
為兼卿和歌抄の執筆時期は、本文中にある「実任侍従」という表記から類推可能である。実任侍従とは三条実任のことであり、三条実任は元の名が三条実名であり、弘安8年8月27日（1285年9月27日）には三条実名であったことが確認されている。一方三条実任が侍従を勤めていたのは建治3年7月25日（1277年8月25日）から弘安10年12月30日（1288年2月3日）までであり、このことから実任侍従という表記がなされている為兼卿和歌抄は、弘安8年8月28日から弘安10年12月30日までの間に執筆されたものであることがわかる。更に三条実任は弘安10年1月7日（1287年2月20日）に従四位下に叙せられており、それ以降は「実任朝臣」との表記がなされるため、執筆時期は更に狭められ、弘安8年8月28日から弘安10年1月7日までの間であると判断できる。
ただ、執筆時期については異説があった。それは文章構成が論旨が明確であるなど良くまとまっていることから、京極為兼三十代前半の著作ではなくて様々な経験を積んだもっと後のものではないかという点と、文章の前半が候文体で後半になると侍り文体なっており、文体が途中から変わっていることから、時間的に二段階に分けて著述されたのではないかという点の二点から、通説となっている弘安8年から10年にかけてよりも後に執筆されたのではとの説や、若い頃の著作を後年になって推敲し直したのではないかとの説も出された。しかし文章が良くまとまっているというのはあくまで主観にすぎず、別の論者からは若々しい力強い内容と評されることもある。また文体的に見て二段階に分けて執筆されたとしても、これだけでは通説より後に執筆したことの証拠とはなり得ない。また後に推敲し直したのではないかとの説も、為兼卿和歌抄の論旨自体が京極為兼30代前半の著作として矛盾がなく、文体が整っていないのはむしろ「自分の心を自分の言葉で詠いたい」とのやむにやまれぬ衝動に突き動かされるまま、勢いに任せ執筆したことの反映と見るべきとの説が有力であり、やはり弘安8年から10年にかけて執筆されたものであるとの通説が広く支持されている。

### 執筆の背景

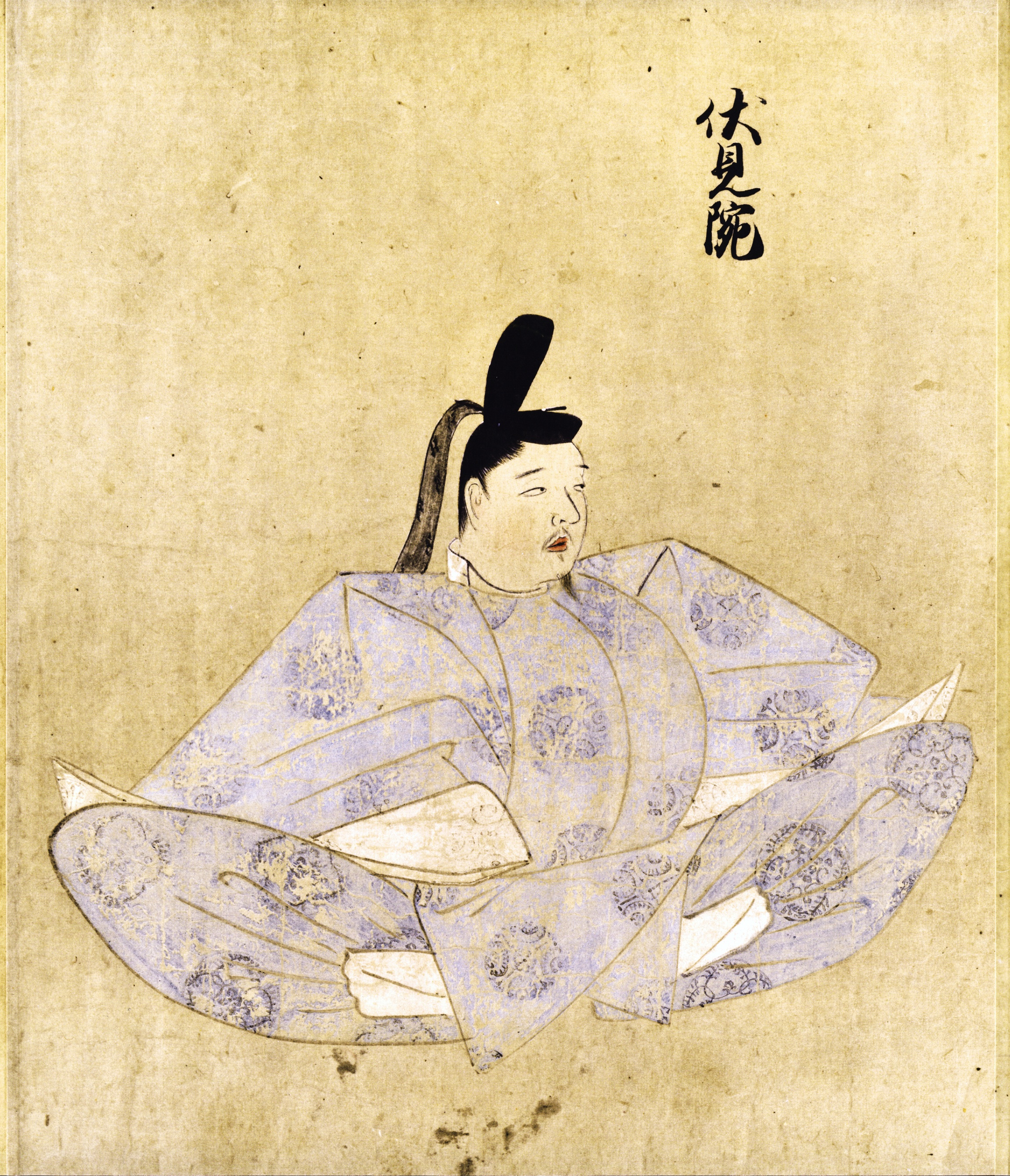
年少気鋭の東宮煕仁と、東宮側近の若手文芸愛好グループの中で京極為兼はその独自の歌風を育んでいった。

京極為兼は藤原俊成、藤原定家、藤原為家といった和歌の大家を生んだ御子左家の一員である。しかし為兼の父の藤原為教は、和歌の技量に見るべきものがなく、廷臣としてもぱっとしなかった。為兼は祖父為家から和歌の手ほどきを受け、歌人として歩みだすことになる。
御子左家の家督は藤原為家の後は長子である二条為氏が継ぐ。為兼の父、為教は生涯を通じて兄の為氏との関係が悪く、不遇の中、弘安2年5月24日（1279年7月4日）に没する。為兼は父の後を継ぐかのように二条為氏、その子の二条為世、そして和歌宗家たる御子左家嫡流（二条派）の権威に対決していくことになる。
父、為教が亡くなった翌年の弘安3年（1280年）、為兼は東宮煕仁親王に仕えるようになった。当時東宮煕仁親王は16歳、京極為兼は27歳、和歌の家、御子左家の出である為兼は、まずは若き東宮に歌道師範として仕えた。為兼が仕え始めた東宮の元には、飛鳥井雅有をリーダーとする10名程度のやや排他的な文芸愛好グループが形成されていた。年齢構成は為兼と同世代かやや年上であり、東宮を囲むやや排他的な若手廷臣グループであったことも手伝って、グループ内では既存の権威にとらわれることがない自由な文芸観が育まれ、自分の目で見て判断する自主的な気風がみなぎっていた。また東宮煕仁も優れた資質の持ち主であり、和歌の家、御子左家に生まれながら、和歌宗家の権威に反発心を抱き、独自の個性の持ち主であった為兼は、このような東宮を囲む文芸愛好グループに加わることによって、独自の歌風を花開かせていくことになった。
京極為兼は和歌の大家であった祖父、藤原為家から和歌の奥義を学んでいた。東宮に仕える頃には当時の伝統的な和歌の詠み方を会得し、しかも伝統の枠内で巧みな歌を詠む技術も身につけていた。為兼は伝統的な方法で和歌を作り続けたとしても成果を挙げることが可能だったと考えられるが、あえて伝統を捨て、新たな和歌を生み出す道を選んだ。
京極為兼は「心のおこる所のままに」歌を詠むべしと主張した。これは和歌宗家たる二条派の形式主義に対する反発があった。二条派の和歌は決まりにのっとって歌題、言葉を選び、歌全体が規範に当てはまるものとなる。つまりうるわしい言葉でうるわしい情景を詠むといった和歌を理想とする。それに対して為兼はやむにやまれぬ心の動きによって表現されたものこそがまことの歌であり、表現方法は問題とならないとしたのである。当時、表現方法に箍が嵌められたも同然の二条派の伝統和歌に対し、皇室や廷臣の一部にはそのあまりの窮屈さに疑問を持つ土壌が形成されていた。和歌の家である御子左家に生まれた為兼は、伝統の呪縛の強さを良く知る立場にあったが、伝統的な和歌に疑問を抱きつつもその殻を突き破れない東宮を囲む文芸愛好グループの中で、心のおこる所のままに歌を詠むべきでどのような表現を用いるのも自由であると、御子左家の伝統的な歌風を破壊する行為を実践していった。また野心的な為兼は伝統の破壊、新たな和歌の創造を通じて二条派に制圧されていた歌壇の主の座を奪い取り、さらには宮廷内での出世をも目指したと考えられる。
しかし伝統を破壊して新しい和歌を創造することはたやすいことではなかった。およそ表現方法は問題ではなく「心のおこる所のままに」詠むべきといっても、その理想を実際の和歌に結実させるのは極めて難しい。当時の為兼の和歌について、野守鏡が厳しい批判を加えているが、実際、弘安年間に為兼が詠んだ和歌を見ると、極めて観念的な和歌や極めて奇矯な和歌とは言いがたい作品が数多く見られる。為兼卿和歌抄は作者為兼が高い理想を抱きながらも実作の裏づけが皆無な状態で執筆された歌論書であった。

## 内容
為兼卿和歌抄は9章で構成されている。論旨の重複や先述のように前半は候文体、後半は侍り文体、そして終わりの方になると文中に侍りもほとんど見られなくなるなど、文体に統一性がないことから断続的に執筆された可能性もある。そして文体に統一性がないことと、終わり方が唐突であることから未定稿であったとの推測がある。また東宮煕仁とその側近の若手文芸愛好グループの中で、和歌に新風を吹き込もうとする意欲的な試みが繰り広げられていた最中の執筆であるため、東宮に献呈することを目的としたものとの推測もなされている。
先述のように、著者為兼は形式主義に囚われた二条派の和歌の桎梏を打ち破ることを目指し、心の絶対的尊重と表現方法の自由を主張した。しかし為兼卿和歌抄執筆当時、為兼本人は極めて未熟な和歌しか詠むことが出来ず、東宮側近の若手文芸愛好グループにしても状況は基本的に同じであった。一般的に歌論書は実作経験を積み重ねた上で、帰納的に生み出されるものである。しかし為兼やその同志たちがいまだ不安定かつ未熟な歌しか詠めない段階でありながら、為兼卿和歌抄は執筆された。そのため、内容としては為兼の『自分の心を自分の言葉で詠いたい』とのやむにやまれぬ衝動に突き動かされたものになっており、その主張を裏付けんが為、御子左家の有力歌人であった藤原俊成の歌学書である古来風躰抄、藤原定家の近代秀歌、そして空海、明恵、紫式部などの文学論を引用しているものの、肝心の自身の説の裏づけとすべき歌が皆無であるため、他の多くの歌論書のように秀歌を列挙して歌論の締めくくりをすることが出来ず、まとまりがつかず尻切れとんぼのような形で終わっている。
しかし多くの欠点を抱えながらも、為兼卿和歌抄は優れた表現論であるとされている。冒頭、詩経などを引用し、「心にあるのを志とし、言葉にあらわるるを詩歌」であると、まず和歌の本質を掲げた。続いて1、2章では主に心に生まれる感動を表現する仕組みを哲学的に説明している。ここでは為兼のいとこにあたる興福寺の実聡僧正を通じて学んだとされる唯識論と、空海の声字実相義の三密相応の教義を援用し、対象に向けての心のあり方と、その心の向かうところに生まれいずる言葉について述べている。つまり感動を心と対象との相互作用によるものとし、その中で生み出される言葉への信頼を説いた。
続いて3章からは歌の稽古、俗語の使用、そして歌病と呼ばれる作歌に際し避けるべきとされた表現について等の論述が続く。歌病を論ずる中で、為兼は形式的なことばかりにこだわり、歌の心を忘れた当時の歌壇を厳しく批判し、俗語の使用についてもそれが真に自らの心の中から生まれた言葉であるのなら構わないとした。また稽古についても『古い歌を多く覚え、諸家の歌学書から学ぶだけで歌が上手くなるのならば、末代後世の人ほど歌が上手くなるはずではないか』と皮肉った上で、万葉集の大歌人、柿本人麻呂や山部赤人がいったいどんな歌論を学んだというのか、自らの真心で歌を詠んだのではないかと続けた。つまり為兼卿和歌抄は多方面にわたる論が展開されているが、「ことばにて心をよまむとする」二条派の和歌を否定し、「心のままに言葉がにほひゆく」和歌を目指すべきであるという論旨は終始一貫しており、対象に心を向け、なりかえることを繰り返し強調し、心の絶対的な尊重と言葉の完全な自由化を強力に主張している。
また為兼は多くの文献を引用して自らの主張を裏付けようとしたため、文中には論旨が強引な部分も散見されるが、空海や明恵の著作の中に文学的な価値を見いだし、自らの歌論に摂取した実力も評価できる。

## 京極派の予言の書
為兼卿和歌抄は未定稿的な色彩の強いもので、実際どのような形で流布したのかが全く不明な歌論書である。そのため京極派の代表的な歌人である伏見天皇、花園天皇らが目を通したかどうかもはっきりしない。そして京極派は、観応の擾乱の際、光厳上皇が南朝に拉致されたことがきっかけとなって崩壊し、その後、和歌は二条派が主導することとなり京極派の和歌は長く異端視されることになる。実際、為兼卿和歌抄も明治後半までその存在が忘れ去られており、他に与えた影響はほとんど見られない。しかし京極派の和歌は近代になって再評価が進み、逆に二条派が伝統に凝り固まったものであると見なされるようになった。いずれにしても京極為兼の創始した京極派は和歌の世界にこれまでにない新風を吹き込んだ。
為兼は和歌の実力が全く伴わないまま、和歌宗家たる二条派への反発心と、心のままに表現方法にこだわることなく歌を詠みたいとの欲求に突き動かされて為兼卿和歌抄を執筆した。この為兼の主張は東宮煕仁やそのブレーンたち、つまり持明院統の宮廷に受け入れられ、皇位をめぐる大覚寺統との抗争や鎌倉幕府の滅亡など、鎌倉時代から南北朝にかけての時代の荒波の中、京極派の和歌は真に芸術性の高い歌風に到達することに成功した。完成期の京極派の和歌は『心の絶対的な尊重』、『言葉の完全な自由化』という、まさに京極為兼が為兼卿和歌抄で主張した通りの歌風を実践したものであった。つまり歌論書為兼卿和歌抄と京極派和歌の実作との間には結果として緊密な関係性が見られることになった。京極派の和歌の研究家である岩佐美代子は、若き京極為兼の大言壮語で終わることなく、その歌論が見事に実を結ぶことになった為兼卿和歌抄を『稀に見る幸福な歌論書、驚くばかりの的確な予言書』とし、土岐善麿もまた、京極為兼は藤原俊成、藤原定家、田安宗武とともに、歌論も歌の実作も一流である論作一致の人であったと評価している。

## 伝本とこれまでの研究
為兼卿和歌抄は、明治40年（1907年）、福井久蔵によって宮内省図書寮の蔵書内から発見された。大正5年（1916年）、福井は珍書同好会から為兼卿和歌抄を刊行し、その後昭和9年（1934年）には、岩波文庫から刊行された『中世歌論集』の中でも紹介されるなど、その存在は徐々に知れ渡るようになった。
戦前は宮内省図書寮から発見されたものが唯一の伝本とされてきたが、戦後になって近衛家伝来の文書等を所蔵した陽明文庫から新たな伝本が見いだされた。陽明文庫の伝本は宮内省図書寮の伝本と極めて近い内容であり、書写時期は江戸時代前期のほぼ同時期と考えられる。続いて門跡寺院である聖護院の蔵本から3つ目の伝本が見いだされた。聖護院の伝本も系統的には宮内省図書寮、陽明文庫の伝本と同一であると考えられ、書写時期もやはり江戸前期と考えられている。これら3つの伝本には、原本から書写を繰り返されるうちに発生した転記漏れや間違いによるものと考えられる、文意が通らない箇所が相当数ある。
その後、為兼卿和歌抄の著者、京極為兼と同じく御子左家の流れを汲む冷泉家（上冷泉家）所蔵の古典籍などを所蔵した冷泉家時雨亭文庫に、第四の伝本の存在が確認された。冷泉家時雨亭文庫の伝本は後半約四分の一が欠けており、また虫食いが多く判読不能の箇所も目立つが、書写時期が他の三つの伝本と異なり室町時代中期と古いものであると見られ、文章的にも他の伝本よりも優れており、これまで意味が通らなかった部分の多くを訂正することが可能となった。
先述のように近代になって京極派の再評価が進む中、為兼卿和歌抄の研究も進んだ。早くは京極派の再評価に積極的であった折口信夫、土岐善麿らによる研究が注目されるが、その後京極為兼と仏教思想との関連について等の研究が深められ、岩佐美代子、藤平春男、福田秀一らが研究を進めてきた。